# Beatrice Masilingi
Beatrice Masilingi, född 10 april 2003, är en namibisk friidrottare som tävlar i kortdistanslöpning.

## Karriär
I juli 2021 stoppades Masilingi och Christine Mboma från att springa 400 meter vid olympiska sommarspelen 2020 i Tokyo då de båda hade förhöjda testosteronvärden, vilket enligt World Athletics regler förbjuder kvinnor att springa sträckorna 400 meter och upp till en engelsk mil. Hon hade dock även kvalificerat sig på 200 meter och valde att tävla i den sträckan. Masilingi tog sig till finalen på 200 meter och slutade på 6:e plats efter ett nytt personbästa på tiden 22,28.

## Personliga rekord
Utomhus
- 100 meter – 11,20 (Nairobi, 18 augusti 2021) 0NR0[6]
- 200 meter – 22,18 (Nairobi, 21 augusti 2021)[6]
- 400 meter – 49,53 (Lusaka, 11 april 2021)[6]